# Quy tắc trò chơi
Quy tắc trò chơi (Có tên tiếng Anh: The Game Changer) là một bộ phim hành động, tâm lý của Trung Quốc được đạo diễn bởi Cao Hy Hy. Với sự tham gia của các diễn viên Hà Nhuận Đông, Hoàng Tử Thao, Vương Học Kỳ, Cổ Lực Na Trát. Bối cảnh của bộ phim vào năm 1930 ở Thượng Hải.

## Nội dung
Phim Quy tắc trò chơi (The Game Changer) có nội dung nói về Lý Tử Hào và Phương Kiệt sau khi trải qua nhiều trận gió tanh mưa máu đã trở thành một cặp huynh đệ đồng sinh cộng tử. Nhưng không may, Đường Thiên Thiên, người mà Phương Kiệt yêu thầm đã lâu lại yêu say đắm Lý Tử Hào, còn Lý Tử Hào lại phát hiện ý trung nhân Lam Nhược Vân trong khoảng thời gian mình bị bắt đã trở thành người tình của Đường tiên sinh.
Đường tiên sinh muốn xưng bá bến Thượng Hải, bày ra một trò lừa kinh thiên động địa. Trong trò lừa đó, vòng quan trọng chính là Lý Tử Hào. Nhưng Đường tiên sinh lại không hề biết, thân phận thật của Lý Tử Hào là thành viên của tổ chức ám sát Lam Y Xã (Đảng Áo Xanh).

## Diễn viên
- Hà Nhuận Đông vai Lý Tử Hào
- Hoàng Tử Thao vai Phương Kiệt
- Cổ Lực Na Trát vai Đường Thiên Thiên
- Vương Học Kỳ vai Đường Hạc Hiên (Đường tiên sinh)
- Cát Ưu vai Phúc Sinh
- Choo Ja Huyn vai Lam Nhược Vân
- Long Mai Tử vai Bạch Quang
- Cao Tiệp vai Diệp Khải Sơn

## Ca khúc
| Thể loại       | Tên bài hát                     | Người biểu diễn   | Thơ          | Sáng tác  |
| Ca khúc chủ đề | Là lúc không nên hỏi (未曾相问) | Trương Lương Dĩnh | Trương Chinh | An Cửu    |
| Nhạc đệm       | 醉忆今宵                        | Long Mai Tử       | Trương Chinh | Kinh Tinh |
| Nhạc đệm       | See see see                     | Trần Băng         |              |           |